# 村林聡
村林 聡（むらばやし さとし、1958年11月8日 - ）は、日本の実業家。三菱UFJフィナンシャル・グループ最高情報責任者、三菱UFJリサーチ&コンサルティング代表取締役社長を経て、インターネットイニシアティブ取締役副社長、ディーカレット代表取締役会長。

## 人物・経歴
三重県松阪市出身。1981年名古屋大学経済学部卒業。金融論山崎研治ゼミ出身。同年三和銀行入行。2009年三菱東京UFJ銀行執行役員システム部長兼UFJ日立システムズ出向、三菱UFJフィナンシャル・グループ執行役員事務・システム企画部長。2011年三菱東京UFJ銀行常務執行役員システム部長。2013年三菱東京UFJ銀行常務執行役員コーポレートサービス長。
2015年三菱東京UFJ銀行専務執行役員CIO、三菱UFJフィナンシャル・グループ執行役専務グループCIO。2017年から三菱UFJリサーチ&コンサルティング代表取締役社長を務め、三菱UFJニコス取締役も兼務。2018年にはamidus株式会社との間で業務提携を結んだ。同年、株式会社ディーカレット顧問。内閣府公文書管理委員会専門委員も務めた。
2019年内閣府中央防災会議防災対策実行会議災害対策標準化推進ワーキンググループ国と地方・民間の「災害情報ハブ」推進チーム委員、内閣官房新戦略推進専門調査会デジタル・ガバメント分科会構成員。2020年ディーカレット取締役、一般社団法人キタン会理事。2021年インターネットイニシアティブ取締役副社長、ディーカレット代表取締役会長。